# سان رومانو این جارفانیانا
سان رومانو این جارفانیانا (به ایتالیایی: San Romano in Garfagnana) یک کومونه در ایتالیا است که در استان لوکا واقع شده‌است. سان رومانو این جارفانیانا ۲۶٫۰ کیلومتر مربع مساحت و ۱٬۴۲۱ نفر جمعیت دارد و ۵۵۵ متر بالاتر از سطح دریا واقع شده‌است.